# 菲尼克斯群島保護區
3°51′52.034″N 172°39′0.731″E / 3.86445389°N 172.65020306°E
菲尼克斯群島保護區（英語：Phoenix Islands Protected Area，簡稱）位於吉里巴斯，為一處位於太平洋中部的海域，約在澳洲和夏威夷之間。菲尼克斯群島保護區域面積達40.8萬平方公里，為全球最大的海洋保護區。菲尼克斯群島保護區在2010年獲聯合國教科文組織列入世界遺產，為吉里巴斯共和國目前唯一的世界遺產。

## 簡介

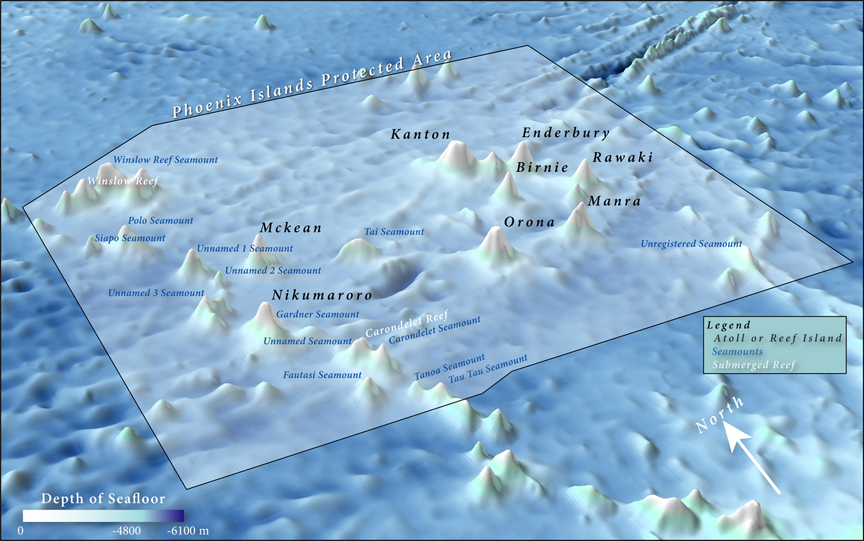
菲尼克斯群島保護區域是一處無人居住的珊瑚群島，位於密克羅尼西亞接近玻里尼西亞。

菲尼克斯群島保護區是一處吉里巴斯共和國的海洋保護區，約位於南緯1度至7度，西經170度至176度之間。菲尼克斯群島保護區面積達40.8萬平方公里，占吉里巴斯專屬經濟區11%，是地球上僅存少數完整的海洋珊瑚群島生態系統。菲尼克斯群島保護區地處偏遠，人煙罕至，提供全球稀有物種與生態系統完整保留機會。
菲尼克斯群島保護區有八個環礁島和兩處暗礁，包括拉瓦基環礁、恩德伯環礁、尼庫馬羅羅環礁、麥基恩環礁、曼拉環礁、伯尼環礁、阿巴里靈阿環礁，以及奧羅納環礁，另外有卡龍德萊特暗礁與溫斯洛暗礁兩處暗礁。其中只有在阿巴里靈阿環礁約有25人居住，包括政府僱員及其家人，其餘島嶼均無人居住。
菲尼克斯群島保護區的面積相當於美國加州，但其大部分區域均為海洋，陸地面積僅有25平方公里。海域平均深度約為4,000公尺，最深處達6,147公尺。吉里巴斯政府、非政府組織保護國際，以及美國新英格蘭水族館合作，成立「菲尼克斯群島保護區基金會」（英語：Phoenix Islands Protected Area Conservation Trust，簡稱），執行保護區的相關保護措施。
自2015年1月1日起，菲尼克斯群島保護區除了阿巴里靈阿環礁周圍一小部分區域可允許漁業捕撈，以維持當地居民生活，其餘區域均禁止商業漁業捕撈。
菲尼克斯群島保護區的珊瑚礁魚有514種，其中包括幾種新物種。菲尼克斯群島保護區中的五個島嶼，目前已被國際鳥類保護組織指定為重要鳥類保護區。許多海鳥在遷徙過程中會經過此地，包括來自澳洲與紐西蘭的鸌、鱗斑圓尾鸌，以及瀕危物種白腹圓尾鸌。

## 島嶼恢復與生物安全計劃

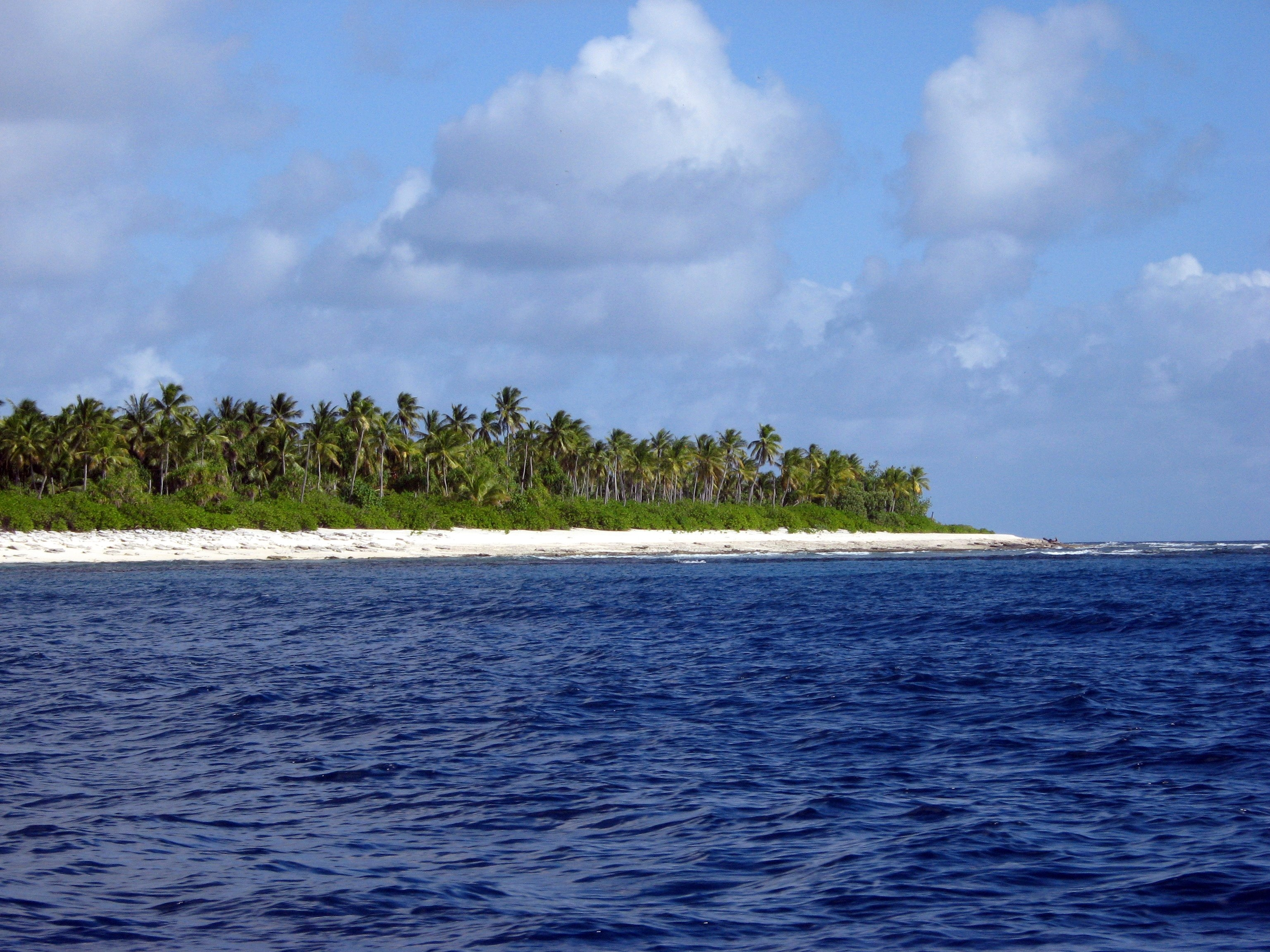
菲尼克斯群島保護區保護行動包括捕捉在奧羅納環礁非原生物種的貓，因為牠們會危害當地原生鳥類

菲尼克斯群島保護區過去曾有些被人類帶進來的非原生物種，對原生的海鳥與植物造成危害，特別是海鳥的蛋與幼鳥受到侵害，改變島嶼的生態。已進入這些島嶼的非原生物種包括亞洲家鼠、穴兔、貓、螞蟻、豬、狗，以及馬纓丹。
1960年代曾有一次全面性的物種調查，新一次的調查是在2006年，此次調查目的為確認非原生物種侵入的程度，以及復原的可能性。該項調查確認在拉瓦基島上的穴兔，以及麥基恩島上的亞洲家鼠應該要被移除。
調查發現，可能是因為約在2002年，有一艘拖網漁船在麥基恩島失事，船上的亞洲家鼠逃逸出至該島定居。2006年的調查發現，亞洲家鼠摧毀了部分海燕、海鷗、鸌等鳥類的巢穴；拉瓦基島上穴兔會與鳥類爭奪地盤與資源，並破壞其巢穴。自2008年起，針對拉瓦基島與麥基恩島的非原生物種進行捕捉並移走，2009年11月至12月，科學小組對這兩個島嶼進行檢查，發現麥基恩島有海鳥可成功築新巢，拉瓦基島的植被與原生物種亦逐漸恢復，瀕危物種白腹圓尾鸌、波利尼西亞風暴海燕等海鳥數量亦有恢復，2011年7月進行第二次檢查亦發現生態復原良好。之後，在菲尼克斯群島保護區的另兩個島嶼恩德伯里島、伯尼島上，亦找出並非當地原生物種的老鼠，一併進行非原生物種的清除工作。

## 世界遺產登録
2009年1月30日，吉里巴斯共和國提交了菲尼克斯群島保護區的申請，以列入聯合國教育，科學及文化組織（教科文組織）的《世界遺產名錄》。 這是吉里巴斯政府自2000年批准《保護世界文化和自然遺產公約》以來的首次提名。2010年8月1日，在巴西首都巴西利亞的第34屆世界遺產委員會會議上，決定將菲尼克斯群島保護區列入《世界遺產名錄》，它成為世界上面積最大、海洋深度最深的世界遺產。
该世界遗产被认为满足世界遺產登錄基準中的以下基準而予以登錄：
- （vii）包含出色的自然美景与美学重要性的自然现象或地区。
- （ix）在陆上、淡水、沿海及海洋生态系统及动植物群的演化与发展上，代表持续进行中的生态学及生物学过程的显著例子。

## 圖集

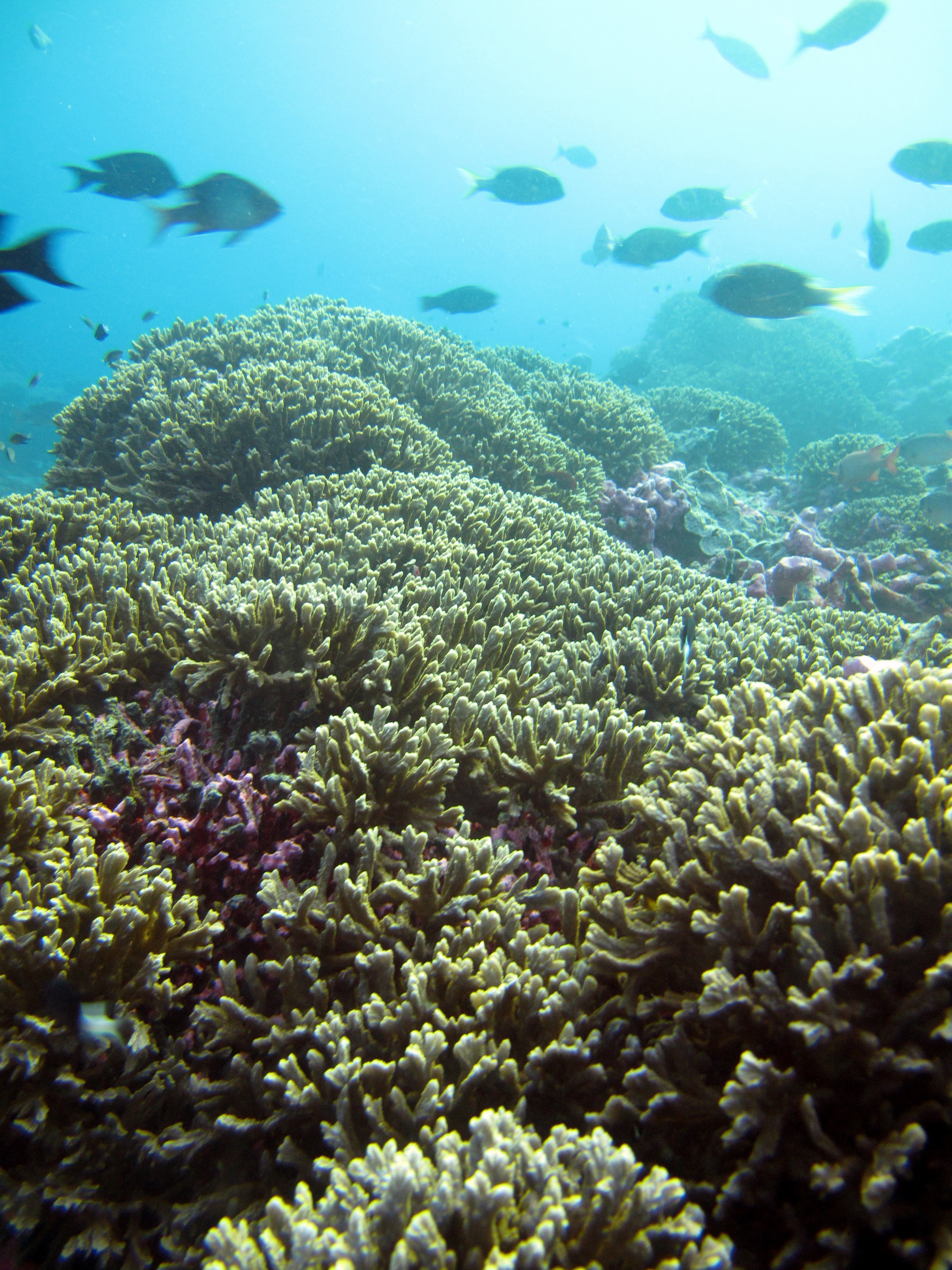
菲尼克斯群島保護區中的細枝碓珊瑚
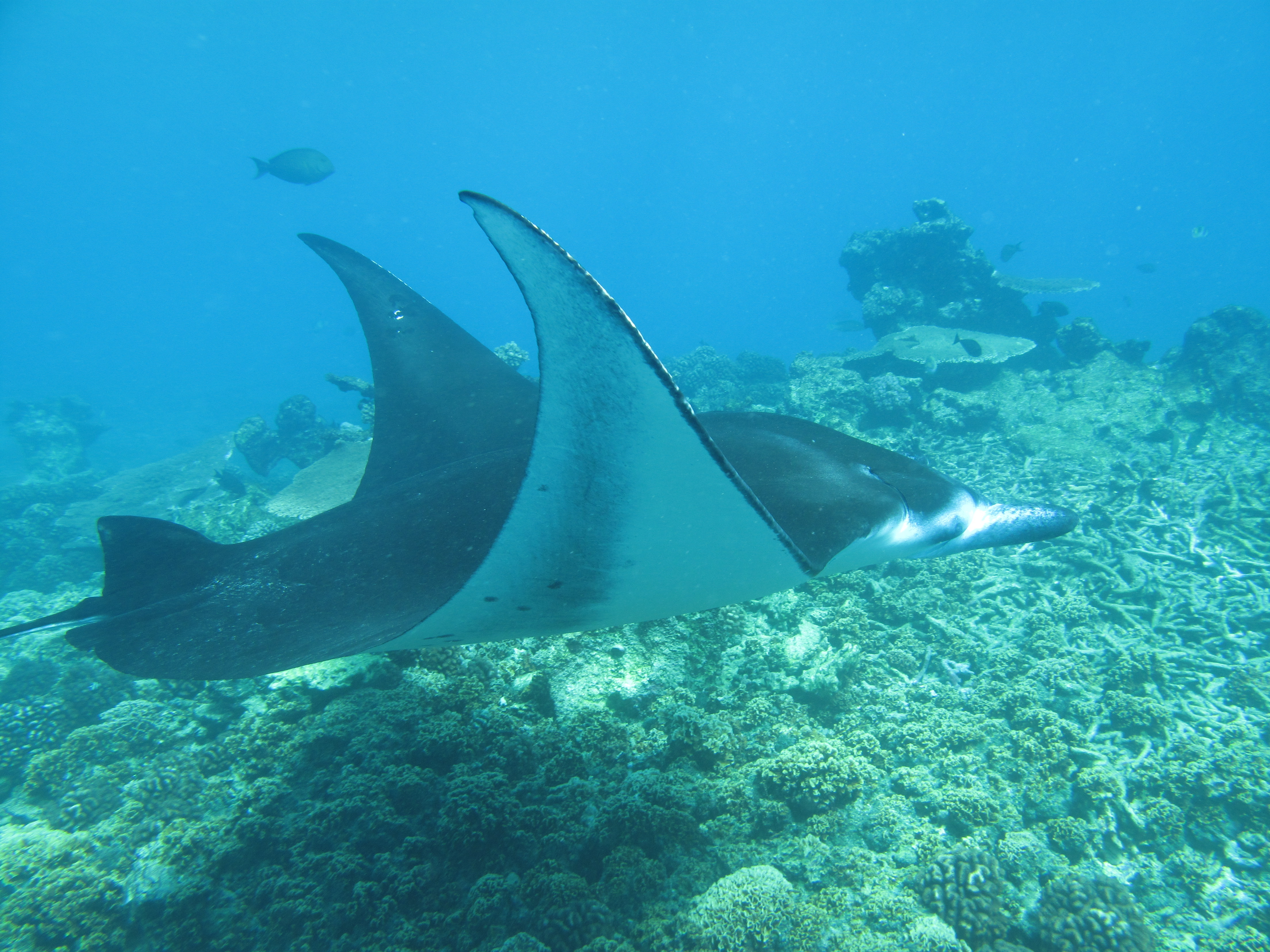
菲尼克斯群島保護區中的魚群
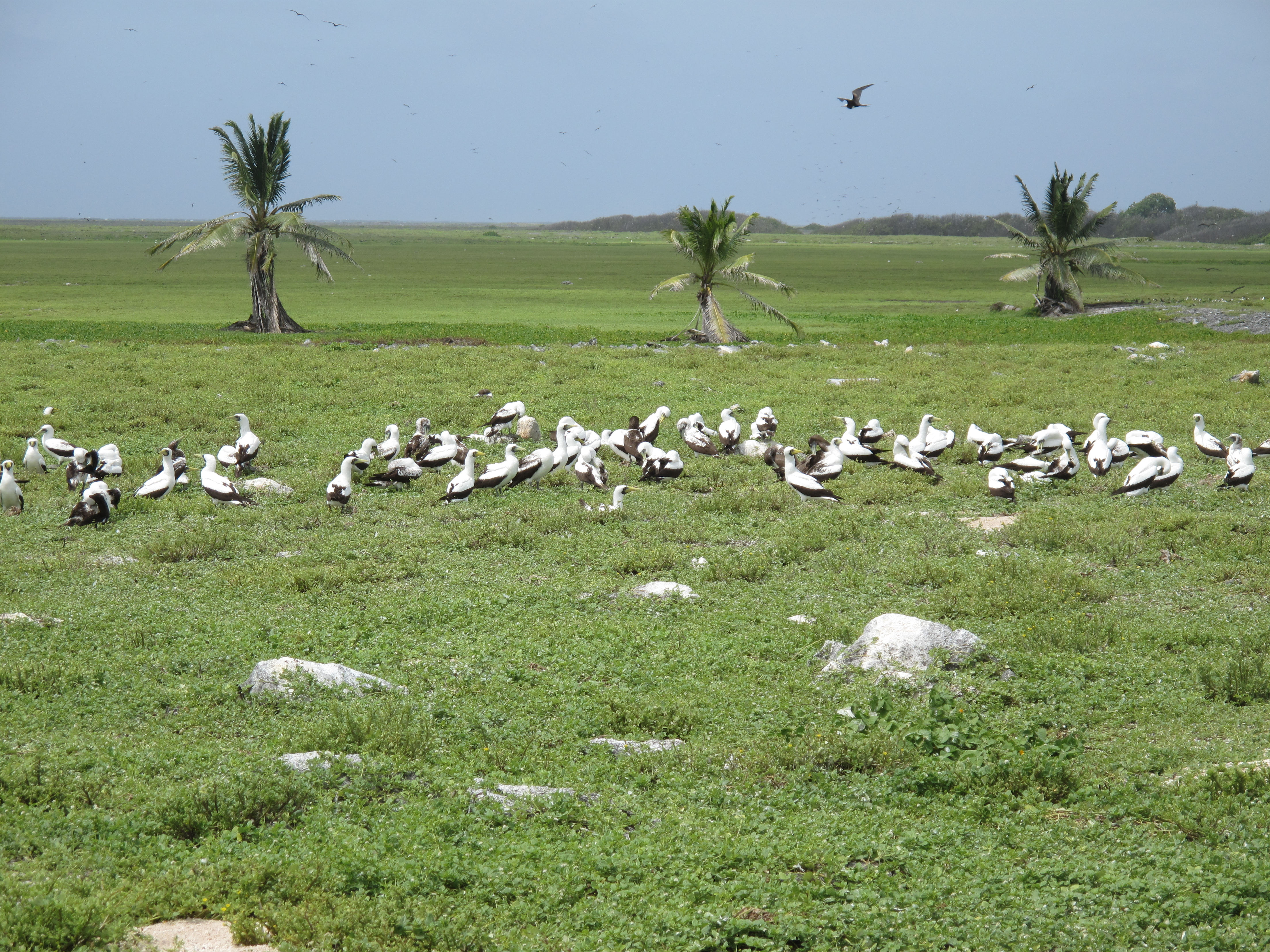
菲尼克斯群島保護區中的海鷗
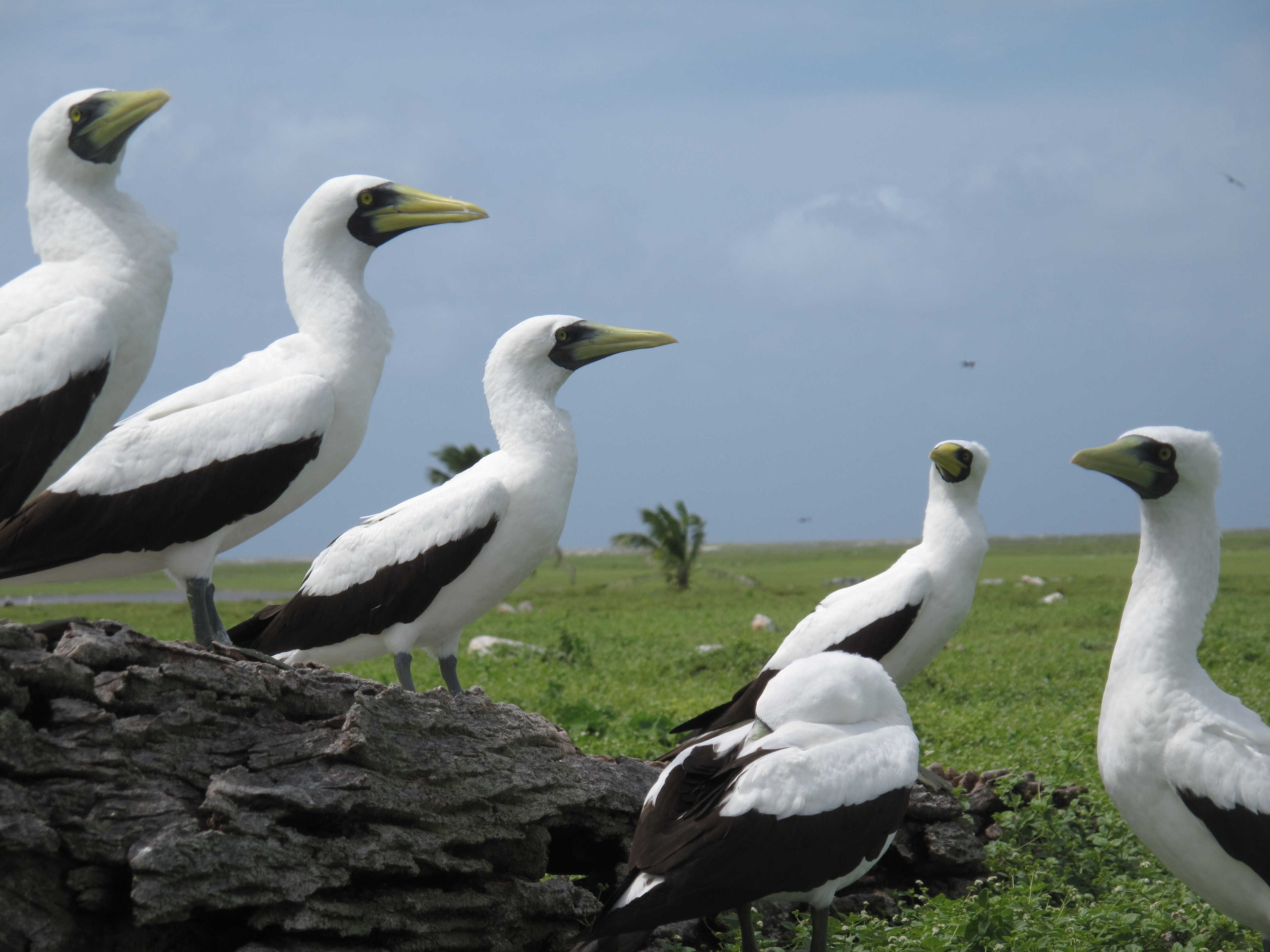
菲尼克斯群島保護區中的鳥類
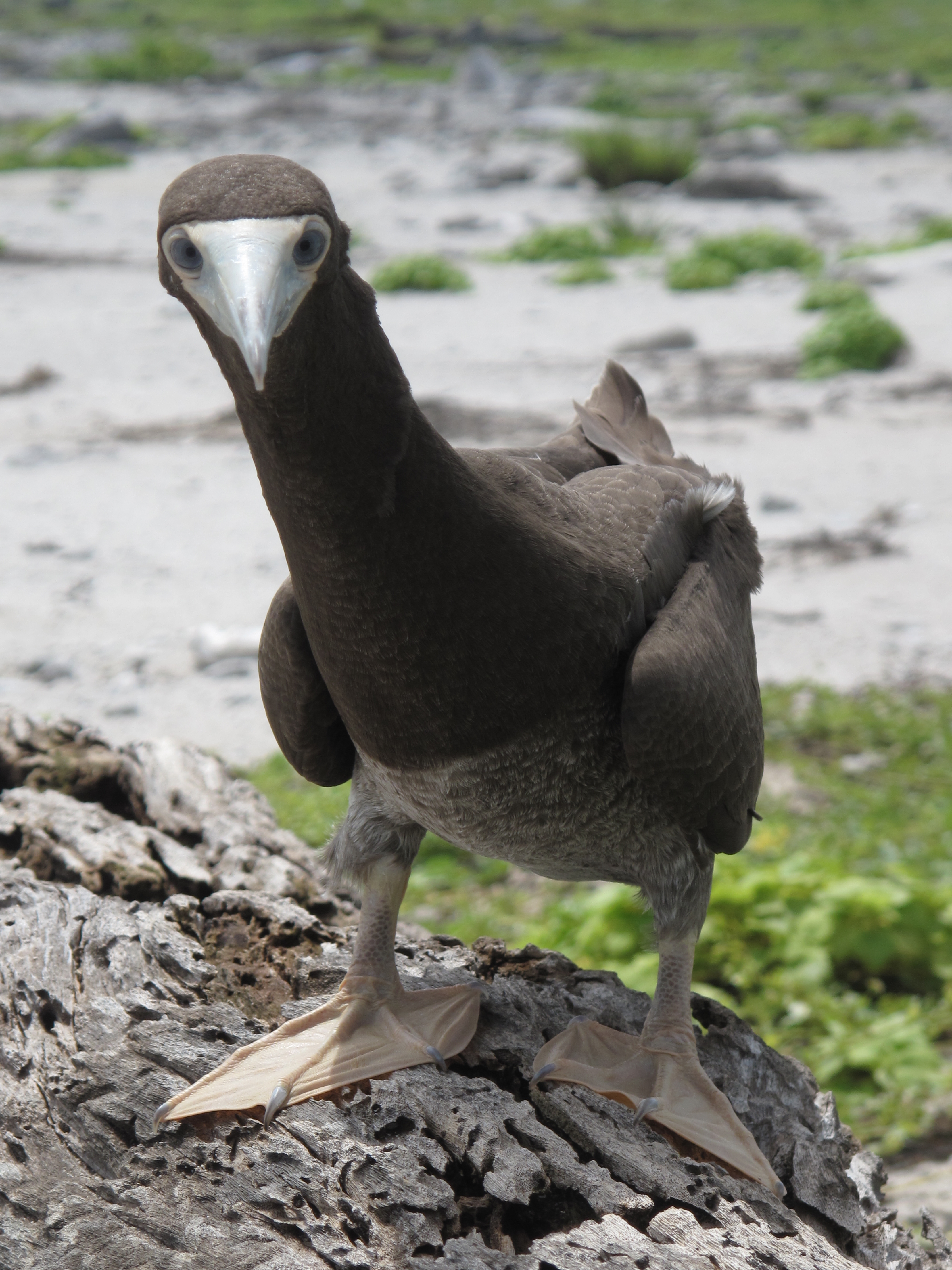
菲尼克斯群島保護區中的白腹鰹鳥
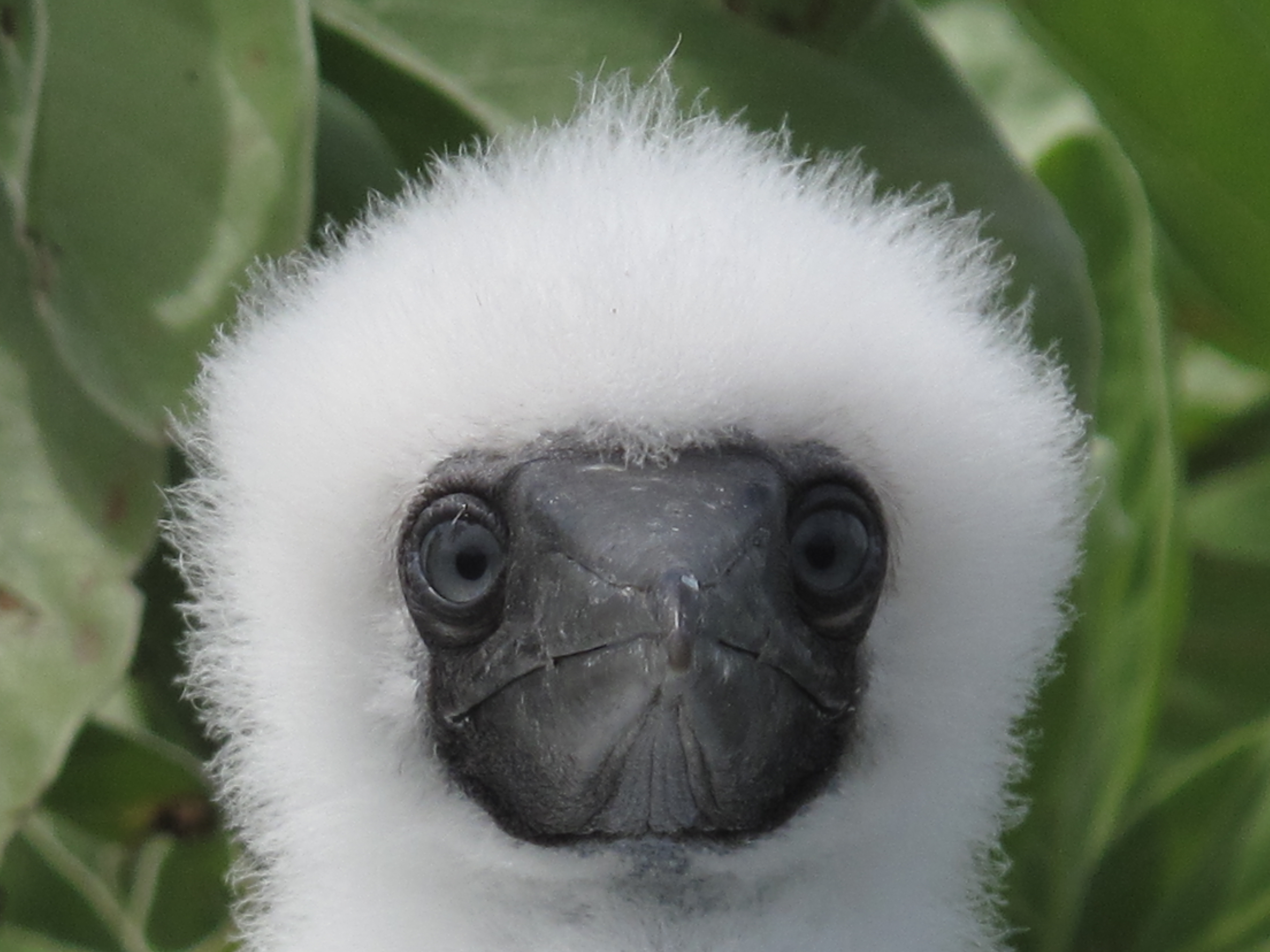
菲尼克斯群島保護區中的鳥類
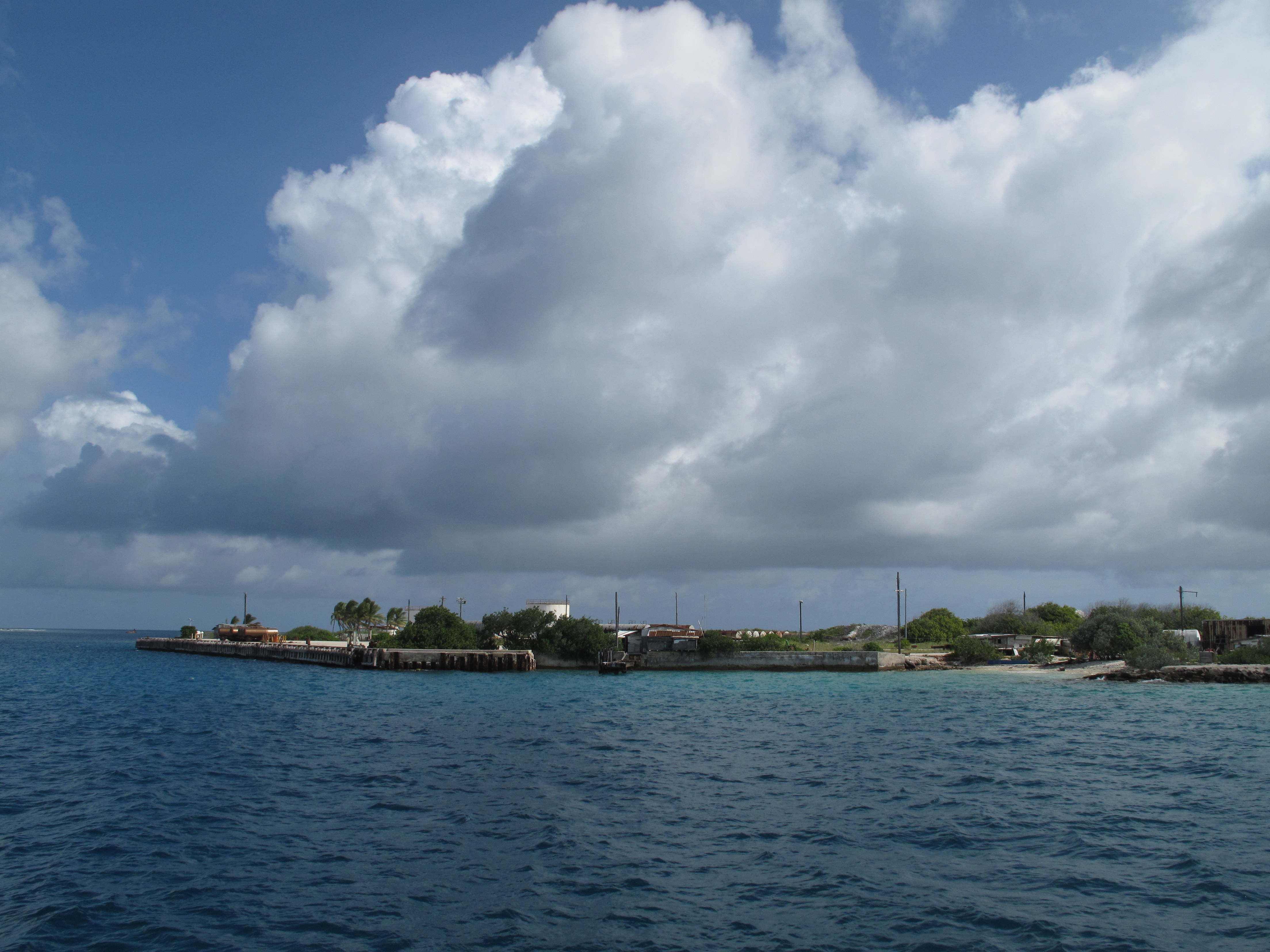
菲尼克斯群島保護區
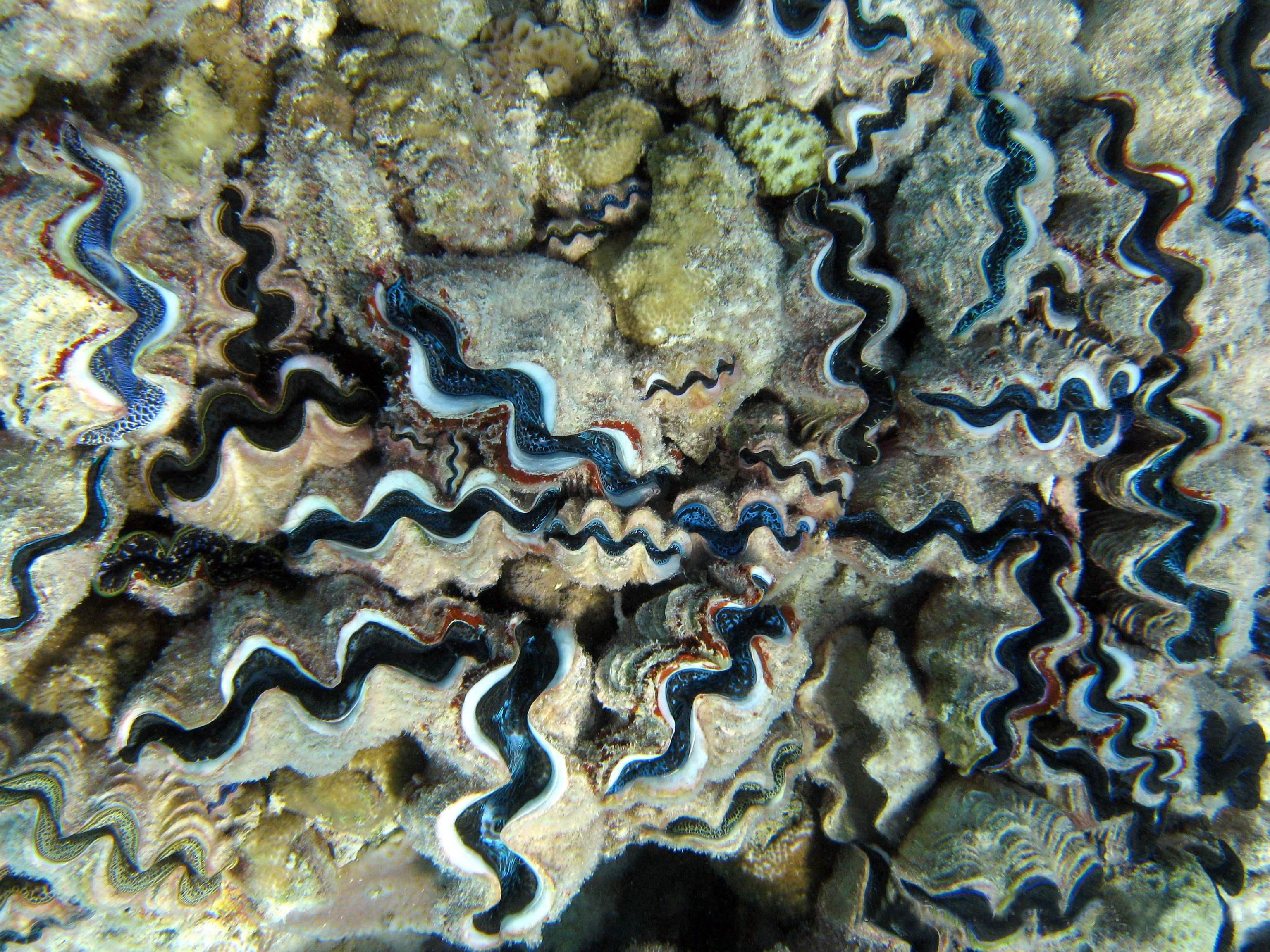
位於奧羅納環礁的硨磲蛤屬巨蛤

## 外部連結
- （英文）菲尼克斯群島保護區官方網站
- （英文）吉里巴斯旅遊局-菲尼克斯群島保護區 （页面存档备份，存于）